# جو كيلي (ملاكم)
جو كيلي (بالإنجليزية: Joe Kelly) مواليد 18 مايو 1964 في غلاسكو، هو ملاكم محترف بريطاني سابق صنّف ضمن فئة وزن الذبابة.

## إحصائيات
خاض خلال مسيرته 27 نزالا، فاز في 18 وتعادل في 2 وخسر في 7. فاز بالضربة القاضية في 6 نزالات.

## روابط خارجية
- جو كيلي على موقع بوكس ريك (الإنجليزية) (registration required)